# 查塔姆群岛
查塔姆群岛（莫里奥里语：Rekohu）是新西兰的一个群岛，由40千米范围内的约10个大小岛屿组成。这些位于新西兰东南方800多公里远的岛屿，于1982年正式归属新西兰管辖。

## 地理

查塔姆群岛地形图

查塔姆群岛大致处在43°53′S 176°31′W / 43.883°S 176.517°W，位于基督城以东约800公里，总面积约966平方公里。查塔姆岛和皮特岛是其两个主要岛屿。
群岛坐落于查塔姆隆起之上，查塔姆隆起是新西兰陆地在南岛附近向东延伸而形成的隆起地，其大部分被海水淹没，但相对较浅，最深处不超过1000米。查塔姆隆起唯一高于海平面的部分形成了查塔姆群岛。该群岛于400万年前方浮出海平面，并存在至今。
群岛中只有两座岛屿——查塔姆岛和皮特岛有人类定居，其他岛屿均被划分为自然保护区并因此限制甚至禁止通行。
查塔姆群岛主要岛屿在莫里奥里语、英语和毛利语中的名称如下：
- 查塔姆島 / Rekohu / Chatham Island / Wharekauri
- 皮特島 / Rangiaotea / Pitt Island / Rangiauria
- 東南島 / Rangatira / South East Island / Rangatira
- 芒哲雷島 / The Fort / Mangere Island / Mangere
- 小芒哲雷島 / Little Mangere Island / Tapuenuku
- 星星群島（英语：Star Keys/Motuhope） / Star Keys / Motuhope
- 姊妹群島（英语：The Sisters/Rangitatahi） / The Sisters / Rangitatahi——约在Cape Pattison（英语：Cape Pattison, Chatham Island）北部16（9.9英里）远，查塔姆岛西北部的一个陆岬。
- 四十四群島（英语：Forty-Fours/Motuhara） / The Forty-Fours——新西兰的最东端，距查塔姆群岛约50（31英里）。

其中的一些岛屿曾被批准种植农作物，但现在均被划分为自然保护区，以保护查塔姆群岛上特有的濒危野生动植物物种。
尽管180°经线从查塔姆群岛的西侧海域穿过，但国际日期变更线依然位于群岛的东侧。因此，群岛地区使用包括夏时制在内的比新西兰时间早45分钟的独特时间标准。查塔姆岛的对蹠点是法国的朗格多克-鲁西永。

### 环境及生物多样性
群岛的大部分土地被蕨类植物或者草本植物覆盖，岛上有小范围的多由大果柏形成的森林，这种树因避风而枝干水平生长。群岛属于多丘陵地貌，其中皮特岛比查塔姆岛的丘陵地貌更为突出。但群岛的最高点（299m）坐落于查塔姆岛到最南部的高原上。查塔姆岛上的湖泊与潟湖星罗棋布，其中蒂旺加泻湖（Te Whanga）尤为出名，其他湖泊还有Huro及Rangitahi。同时，查塔姆岛也是一个布满溪流的岛屿。
查塔姆群岛当地特有的植物物种包括：查塔姆群岛勿忘我，亨特短喉木，软矛草，查塔姆岛雏菊树等。
查塔姆群岛拥有许多当地特有的鸟类，其中最著名的是紅圓尾鸌和查岛鸲鹟，它们均在几乎灭绝的情况下因保护区的建立而得以继续生存。

## 历史
公元1500年，波利尼西亚的移民部落登陆查塔姆群岛并在该地生活，他们极有可能群岛的首批居民。由于长期孤立，这支部落演化为莫里奥里人。但关于莫里奥里人的确切起源，至今依然存在一些争议。在最为繁盛的时期，查塔姆群岛上的莫里奥里人口数曾达大约2000。由于他们的农作物不能很好地适应查塔姆群岛较为寒冷的气候，因此，莫里奥里人以狩猎收集者的农业方式维持生计，他们多从海洋或者当地的植物丛中捕获食物。虽然莫里奥里人的新居处缺少用来制造远洋航行的大船的材料，但是他们利用自己的智慧与勤劳发明了一种浮船——Waka Korari。这是一种半漂浮的船，由亚麻和排成一列的由巨藻编成的空气浮球制成。他们驾驶这种船到达较远的海岛进行捕鸟。莫里奥里人的社会是一个相对和谐安定的社会。一旦发生战争，其中的杀戮行为将在战后被部落酋长Nunuku判罪。人们之间的争执由折中调解或者通过个人对战而不是大规模的战斗解决。一旦一方流血，斗争即告结束。
查塔姆群岛的称呼源自温哥华探险队的一艘远洋海船——HMS Chatham号。它在威廉·R·布劳顿船长的带领下于1791年11月29日在群岛登陆。随之，威廉船长宣布该群岛隶属大不列颠王国，并以皇家海军的政治领袖约翰·皮特的一个亲戚——托马斯·皮特（曾任温哥华探险队一员）的名字为该岛命名。之后，海员们便以群岛为基地开始在周围海域捕鱼维生。据估计，约有10%至20%的当地土著居民因缺乏对外来病菌的免疫力，不久便感染殖民者携带的传染病死去。在1861年海豹捕猎业和捕鲸业被中止以后，渔业依然是群岛主要的经济来源。
1835年11月19日，英国雇佣的一艘载有500名装备枪械、木棍和战斧的毛利人的海船在群岛登陆。随之，另一艘载有400名毛利人的海船在当年12月5日登陆。他们制造了针对莫里奥里人的大屠杀，并将幸存者作为奴隶驱使。一位莫里奥里人幸存者回忆说：“（毛利人）像宰杀羔羊一样地屠杀我们，（我们）十分恐惧，奔逃进灌木丛，躲到地下深洞中，藏到一切能够逃脱敌人魔掌的地方，但那都没有用！我们最终人被搜出，并一一杀掉——无论男人，女人还是小孩……”一名毛利人征战者这样解释他们的行动：“我们占领群岛，按照我們的習俗抓住了所有的人，没有一个逃走……”
進攻行动结束后，莫里奥里人被禁止种族内通婚，更不允许生儿育女。他们全部成为了Ngati Tama 和Ngati Mutunga入侵者的奴隶。许多莫里奥里人在绝望中死去，不少莫里奥里女人为他们的毛利人雇主生儿育女。一小部分的莫里奥里女性最终同毛利人或者欧洲人结婚。还有一些被带离查塔姆群岛并且再也没有回来。尽管莫里奥里人曾经面临巨大的困难和种族灭绝式的屠杀，但如今他们在查塔姆岛和新西兰大陆都过上了安定的生活。莫里奥里人的文化被保留了下来，2005年1月莫里奥里人还庆祝了新Kopinga Marae（当地教堂）的开放。
1843年，一个全部由男性组成的德国信義宗宣教士佈道團抵达查塔姆群岛。3年后，一批妇女被送至该群岛，并与原有的男性宣教士通婚。于是，现在在查塔姆群岛上的许多居民的世系均可追溯到170年前的宣教士家庭。
新西蘭公司声称，英国皇室从未将查塔姆群岛纳入其控制范围。该公司提议将其出售给德国人，成为德国的殖民地，并于1841年起草了一份10,000英镑的群岛出售合同。然而，出售失败了，查塔姆群岛在1842年正式成为新西蘭殖民地的一部分；1863年，當地法官宣布莫里奥里人廢除了奴隶制。

### 原住民权利要求
莫里奥里人已得到国王和政府的认可。他们的一些权利要求，曾因与以上机构的利益相悖而被长期忽视和压制，如今也已经得到认可。莫里奥里人现被承认是查塔姆群岛的原始居民。
人们普遍认为莫里奥里人自从19世纪便从北方的波利尼西亚群岛直接到达查塔姆群岛。然而，最近的研究表明莫里奥里人的祖先是在16世纪从新西兰到达查塔姆群岛的毛利人。
就像凯利·豪给出的这样：
过去四十多年的研究已经在根本上修正了一个世纪以前史密斯提出的见解：作为前波利尼西亚人的莫里奥里人已经消失了（莫里奥里人现在只是用来描述曾在查塔姆群岛定居的毛利人的一个术语）。
如今的居民，即曾经在1835年進攻并占领群岛的毛利人的后裔，要求拥有毛利人祖先的捕鱼权。关于这一权利要求的报告已经在怀唐伊法庭公布。

## 人口

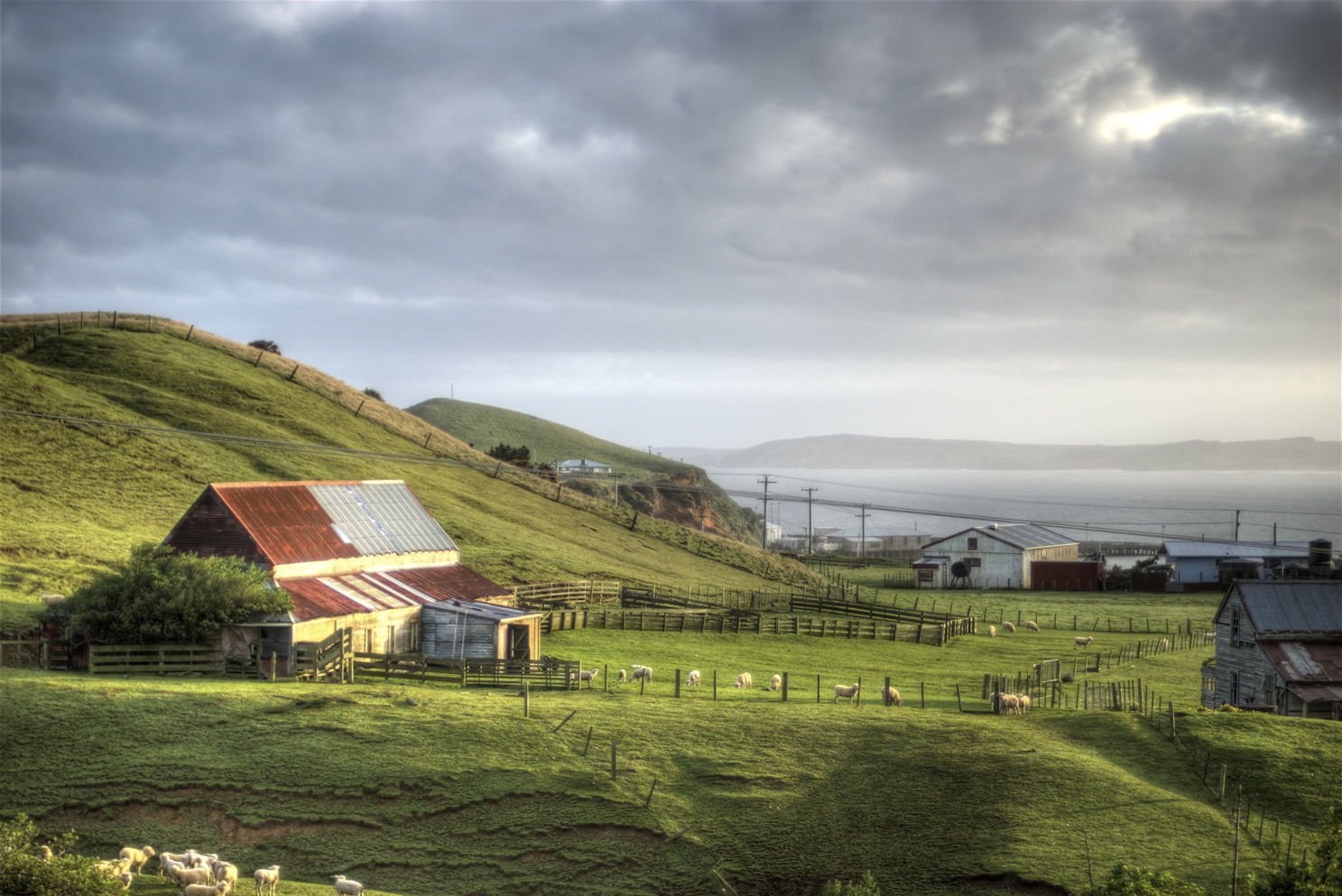
查塔姆群岛上的景色

查塔姆岛和皮特岛是有人定居的两座岛屿。609名当地居民由欧洲人（66%）、毛利人（57%）、莫里奥里人组成。怀唐伊（Waitangi）是主要的定居地，这里居住着大约200名居民。其他村镇 Owenga, Te One 和 Kaingaroa，拥有两所小学。另一所学校在皮特岛上。岛屿沿岸有数个渔村。
怀唐伊拥有一所医院，一家银行和几家商店，以及五金店和船舶维修站。主码头也座落在这里。

## 交通
到查塔姆群岛旅游的游客通常从基督城、奥克兰或者惠灵顿乘飞机到达（乘坐ATR 72从基督城出发大约1.5到2小时到达）。货物通常靠海运（4到5天的航程），乘船到达对于一般的游客来说过于漫长，因此通常不被采用。
由于查塔姆群岛隶属新西兰，因此一般不需要通过特别的手续便可以到达群岛，不过原则上游客应当预先安排岛上的食宿。若没有食宿预约的话，可能会遭到飞机驾驶员或者船长拒绝。没有既定的公共交通设施往返于新西兰和查塔姆群岛，但是群岛上的食宿供给者可以为游客安排交通工具。
多年来一架布里斯托170运输机为群岛运输供给品，那是一架又慢又有极大噪音的飞机，其中部分货舱被改装成客运舱，客运舱中有航班座椅和一个卫生间。空中运输主要运送高价的出口货物，比如淡水龙虾。
在查塔姆岛的最北端有一个长满野草的飞机场，这种恶劣的着陆环境严重限制了一般飞机的着陆，因为只有布里斯托尔运输机能够飞行如此之远并在这样的飞机跑道上安全着陆。
1991年，在当地人民多年申请和布里斯托尔运输机即告退役的情况下，开始建造位于 Karewa的查塔姆群島機場，这个机场能够允许更多的现代飞机安全着陆。查塔姆群岛当地航班——查塔姆航空，每周四飞往奥克兰，周一、三、五飞往惠灵顿，周二飞往基督城。飞行时刻表因季节而异，但通常都在查塔姆时间上午十点半飞离群岛，大约中午到达新西兰大陆。经燃料补给和装卸货物后，于下午一点返回群岛。查塔姆航班由拥有双涡轮发动机的布里斯托尔580运输机组成。
黑知更鸟号提供从提马鲁或者纳皮尔往返于查塔姆群岛的海运。
从怀唐伊（Waitangi）到Te One有一小段水泥路，但岛上大部分道路都是砂石铺就的。

## 政府

查塔姆群岛旗帜(非官方的，但在群岛上普遍使用)

直到1990年代，查塔姆群岛都属于利特尔顿选区，但从那时起，它们已成为Rongotai一般选区的一部分，该选区位于惠灵顿南部。
就当地政府而言，查塔姆群岛和毗邻海域被称为查塔姆群岛领地，由查塔姆群岛議會管理，查塔姆群岛議會根据《1995年查塔姆群岛議會法》成立。议会是一个领土权力机构，拥有区议会和地区议会的许多职能、职责和权力，使其实际上是一个单一权力机构，其职责比其他单一权力机构略少。議會由一名议长和八名议员组成，其中一名议员也是副议长。某些地区议会职能由坎特伯雷地区议会管理。

### 国家服务
警务工作由惠灵顿警区任命的唯一负责的警员执行，他经常兼任许多政府部门的官员，包括法院登记官（法院部）、海关官员（新西兰海关总署）和移民官员（ 劳工部 – 新西兰移民局）。
从北岛或南岛派来的地方法院法官主持开庭，但紧急开庭可能在惠灵顿地方法院进行。

### 健康
坎特伯雷区卫生委员会负责为该岛提供公共资助的卫生服务。

### 教育
查塔姆有三所学校，学校招收1至8年级的儿童。没有中学。大多数中学生离开该岛前往新西兰大陆的寄宿学校。 少数人留在岛上，通过函授获得中等教育。